# Geoffrey Ingram Taylor
Geoffrey Ingram Taylor (7. března 1886, Londýn – 27. června 1975, Cambridge) byl anglický fyzik a matematik. Klíčová postava výzkumu proudění a vlnění. Věnoval se též teorii elastostatického stresu, kvantové teorii radiace a interferenci fotonů. V letech 1911–1952 působil na univerzitě v Cambridge. Obdržel řadu ocenění, mj. Copleyho medaili či Medaili Wilhelma Exnera.